# Garra cryptonemus
Garra cryptonemus är en fiskart som först beskrevs av Xiaolong Cui och Li, 1984.  Garra cryptonemus ingår i släktet Garra och familjen karpfiskar. Inga underarter finns listade i Catalogue of Life.